# Wissam Ben Yedder
Wissam Ben Yedder (ur. 12 sierpnia 1990 w Sarcelles) – francuski piłkarz pochodzenia tunezyjskiego występujący na pozycji napastnika w monakijskim klubie AS Monaco oraz w reprezentacji Francji.

## Kariera reprezentacyjna
W 2012 roku zadebiutował w reprezentacji Francji U-21. 18 października 2012 roku został wezwany przez komisję dyscypliny Francuskiego Związku Piłki Nożnej (wraz z Yannem M’Vilą, Antoinem Griezmannem, Chrisem Mavingą i M’Baye Niangiem) w związku z pobytem zawodników w paryskim nocnym klubie, trzy dni przed decydującym meczem francuskiej młodzieżówki na Euro 2013. Młodzi Francuzi przegrali wówczas z Norwegią (3-5) i nie zakwalifikowali się do Mistrzostw Europy. Decyzją z 8 listopada 2012 r. Ben Yedder został wykluczony ze wszystkich drużyn narodowych na czas od 12 listopada 2012 r. do 31 grudnia 2013.
Zawodnik był powoływany także do reprezentacji Francji w futsalu.